# Julius De Geyter
Julius De Geyter (Lede, 25 april 1830 - Antwerpen, 18 februari 1905) was een Vlaams journalist en schrijver.

## Levensloop
De Geyter was onderwijzer en journalist, tot hij directeur van de "Bank van Lening" te Antwerpen werd in 1874. Hij stichtte het literaire tijdschrift De Vlaamsche School tezamen met J.F.J. Heremans en E. Zetternam. Dit tijdschrift bestond van 1855 tot 1901. De Geyter was een politiek dichter en speelde een rol bij de totstandkoming van de Vlaamse Beweging. Julius De Geyter schreef vele romantische gedichten, waarvan die met een politieke inhoud vol retorica zitten. De Geyter verzet zich ook tegen de gevestigde orde in zijn poëzie.
Hij was ook librettist van diverse cantates van Peter Benoit, onder andere van de Rubenscantate (1877), en maakte een herdichting van "Reinaert de Vos" (1874).